# Na Górze (Poręby)
Na Górze – część wsi Poręby w Polsce położona w województwie podkarpackim, w powiecie krośnieńskim, w gminie Jedlicze.
W latach 1975–1998 Na Górze administracyjnie należało do województwa krośnieńskiego.